# Schronisko w Ciężkowicach Czwarte
Schronisko w Ciężkowicach Czwarte, Schronisko w Ciężkowicach IV, Szczelina koło Piramid – schronisko w rezerwacie przyrody Skamieniałe Miasto w Ciężkowicach, w województwie małopolskim, w powiecie tarnowskim. Pod względem geograficznym znajduje się na Pogórzu Ciężkowickim będącym częścią Pogórza Środkowobeskidzkiego.
Schronisko znajduje się w skałach Piramidy położonych tuż za polanką w Lisim Wąwozie. Składa się z dwóch krzyżujących się z sobą szczelin.  Pierwsza ma długość 5,5 m i jest prawie prosta, druga po około 2,5 m skręca pod prostym kątem i krzyżuje się z pierwszą szczeliną. Ponieważ połączenie między szczelinami jest na pewnym odcinku niedostępne, w istocie więc są to dwa schroniska połączone ciasną szczeliną. Schronisko północne ma wysokość do 3 m, szerokość do 0,8 m. 
Wytworzyło się w piaskowcu ciężkowickim i jest pochodzenia grawitacyjnego. Jest widne na całej swojej długości. Na dnie znajduje się gleba.
Schronisko jest znane od dawna, często też wchodzą do niego turyści. Zinwentaryzowali go w lutym 1972 r. grotołazi ze Speleoklubu Dębickiego. W kwietniu 2009 r. pomierzyli go T. Mleczek i M. Mleczek. Plan opracował T. Mleczek.

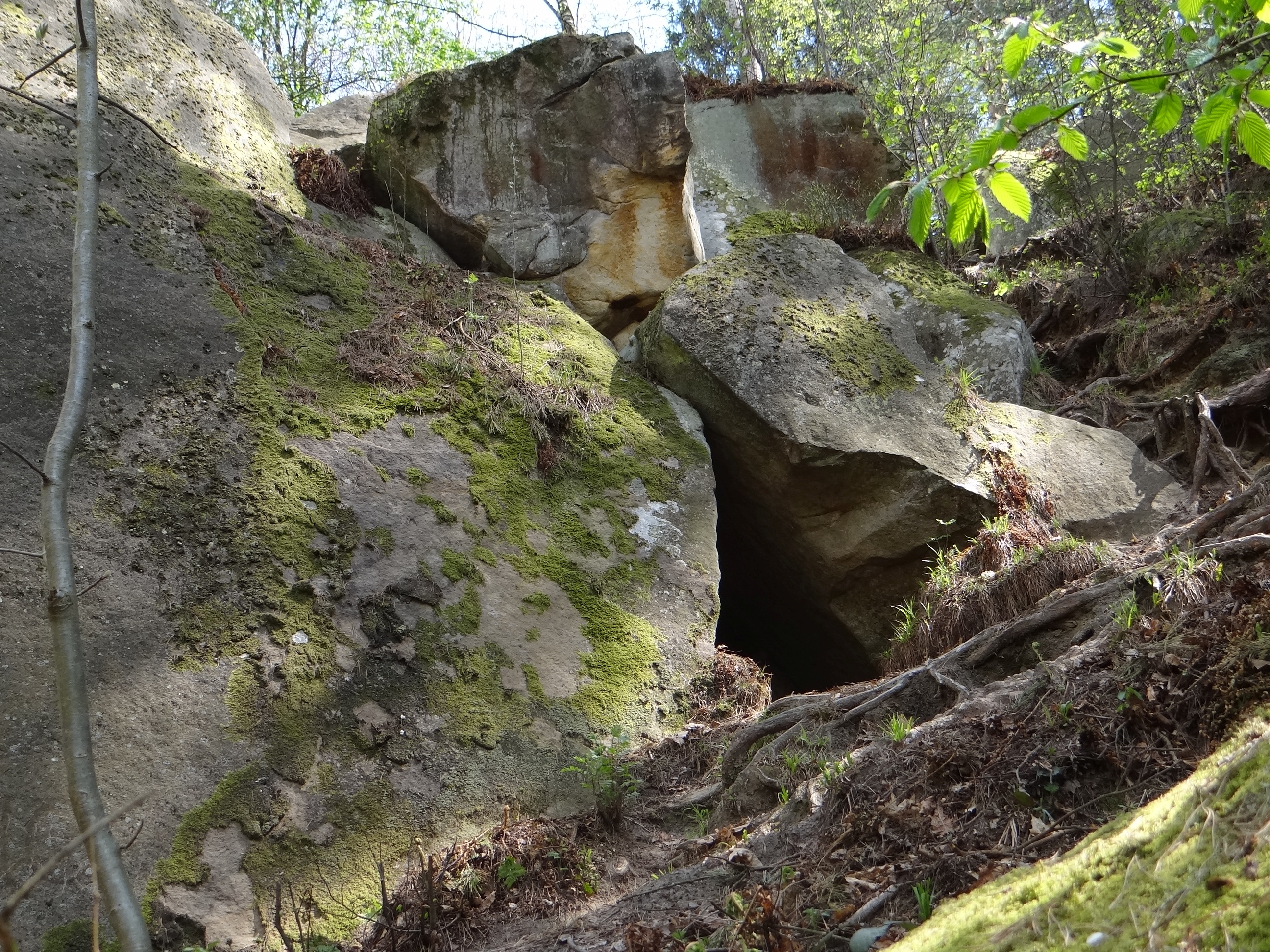
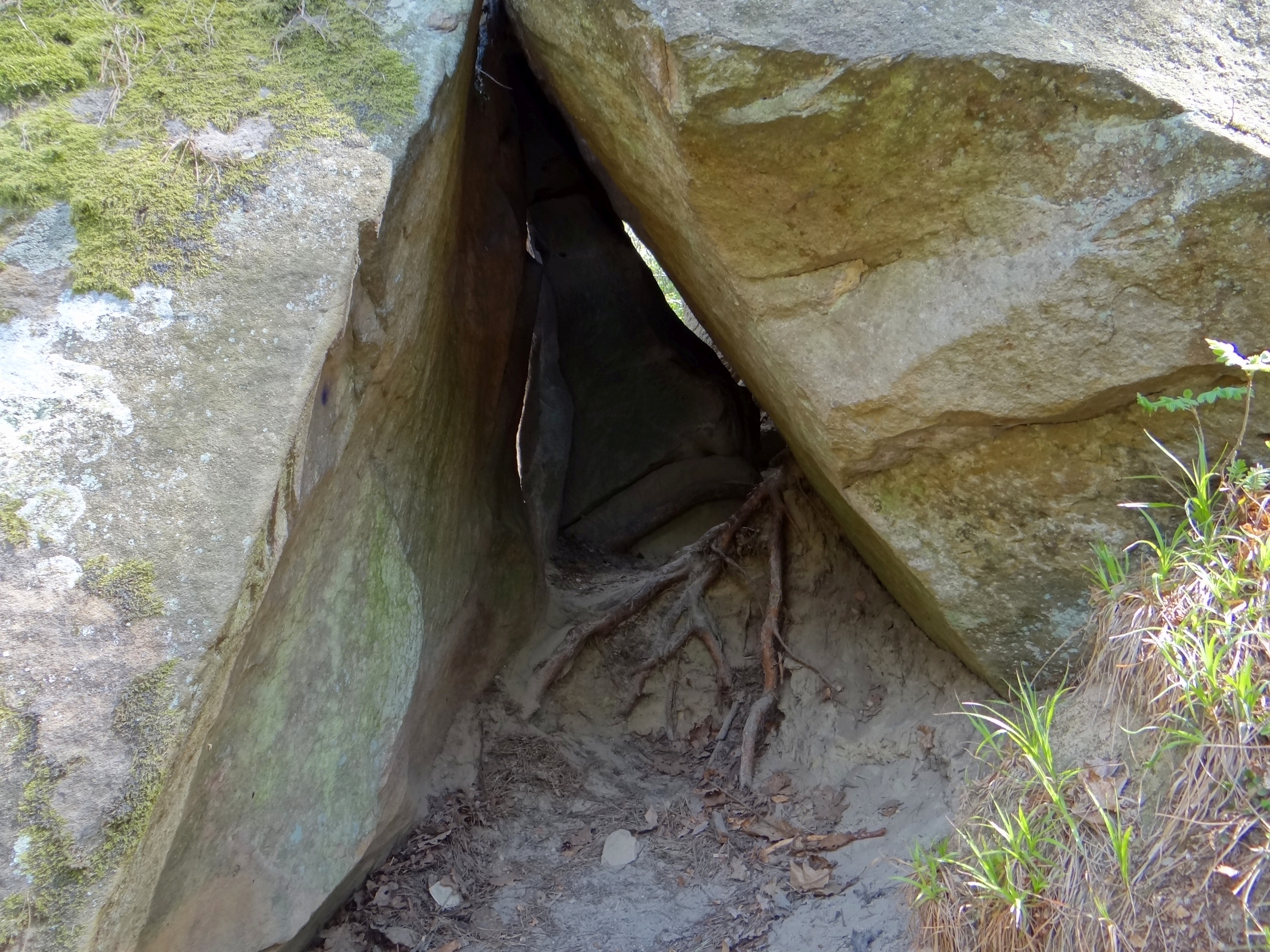
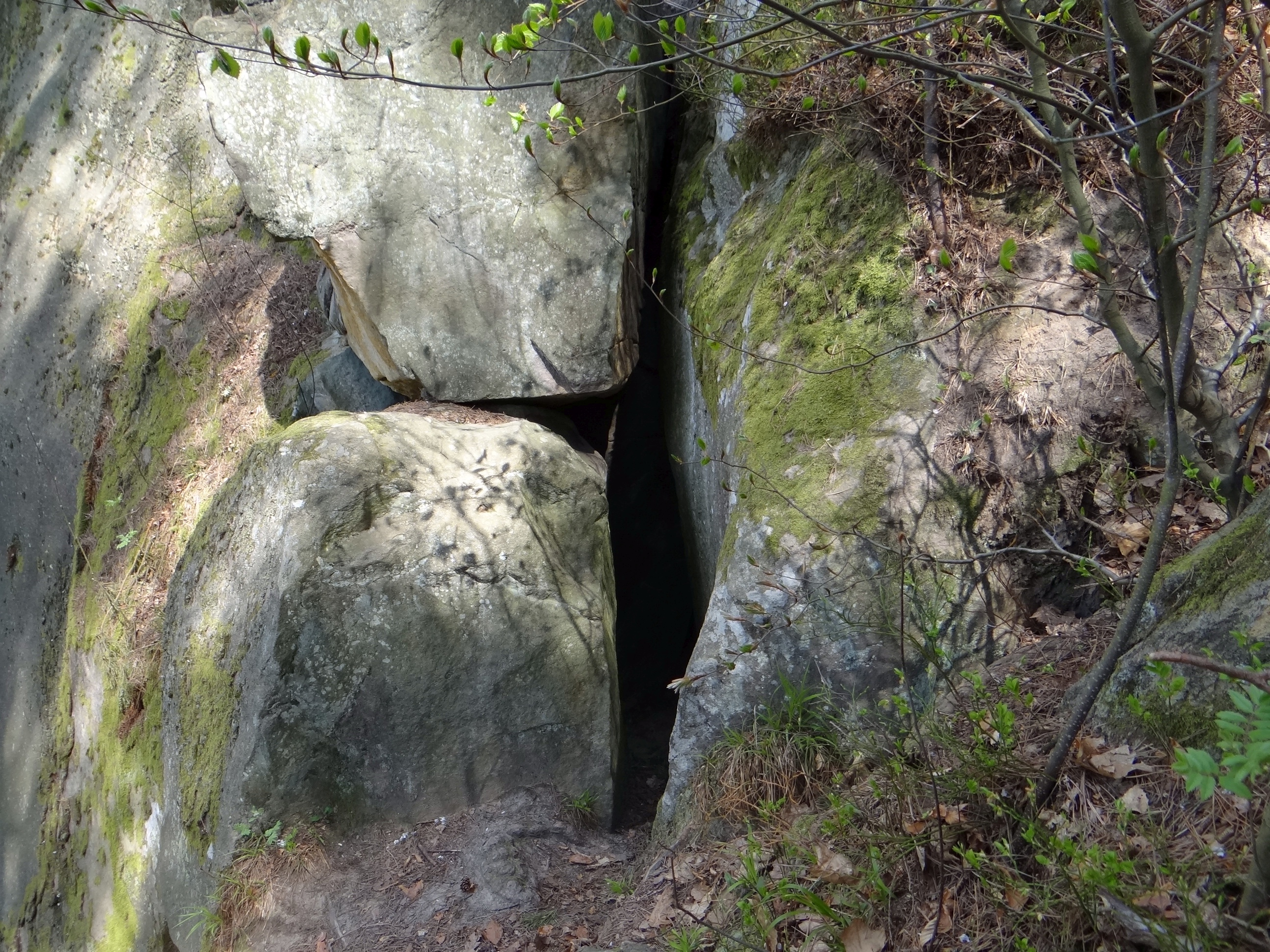
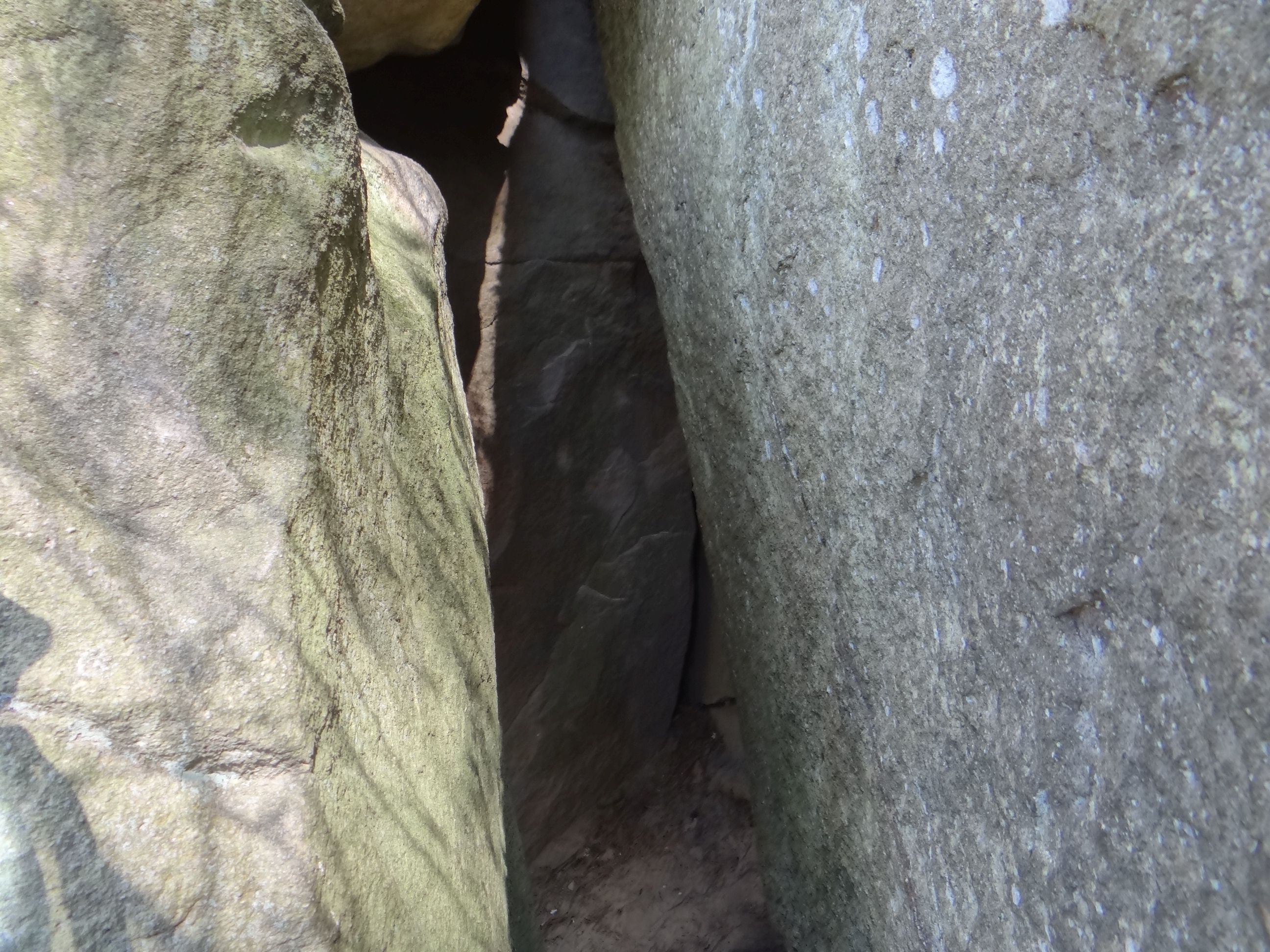